# Emmanuel Constant
Emmanuel Constant (apelidado de "Toto", nascido em 27 de outubro de 1956) é o fundador da Frente para o Avanço e Progresso do Haiti (FRAPH), um esquadrão da morte haitiano que aterrorizou apoiadores do presidente exilado Jean-Bertrand Aristide.
Em 2001, um tribunal haitiano o condenou à revelia e o sentenciou à prisão perpétua por seu papel no Massacre de Raboteau. Em 2008, foi condenado por fraude hipotecária e sentenciado a 12 a 37 anos de prisão nos Estados Unidos. Em 27 de junho de 2019, Constant estava sob custódia na Eastern Correctional Facility, uma prisão de segurança máxima em Nova York.

## Trajetória
Em meados de 1993, dois anos após o golpe de Estado no Haiti em 1991, Constant organizou um grupo paramilitar conhecido como Frente para o Avanço e Progresso do Haiti (FRAPH) para perseguir partidários do presidente exilado Jean-Bertrand Aristide. Uma fonte da CIA implicou Constant no assassinato do Ministro da Justiça Guy Malary em 1993, embora a agência tenha dito que a fonte "não foi verificada".
Constant foi pago pela CIA de 1992 a 1994, assim como vários membros importantes da junta militar. Ele fornecia informações à agência por cerca de US$ 500 por mês, segundo autoridades dos Estados Unidos e o próprio Constant.
Depois que a operação multinacional liderada pelos estadunidenses e pela ONU em 1994 restaurou Aristide ao poder, Constant escapou para os Estados Unidos. Ele foi detido por oficiais do Serviço de Imigração e Naturalização em 1995 e preparado para ser deportado para o Haiti para ser julgado por envolvimento no Massacre de Raboteau. Porém, em maio de 1996, o governo estadunidense determinou sua libertação.
Em 2001, Constant foi condenado à revelia por seu papel no Massacre de Raboteau e sentenciado à prisão perpétua e trabalhos forçados.
Em 7 de julho de 2006, Constant compareceu a um tribunal do condado de Long Island, Nova York, para enfrentar acusações de que participou de um esquema de fraude a hipotecas de mais de US $ 1 milhão.
Em 28 de outubro de 2008, o juiz Abraham Gerges da Suprema Corte do Condado de Kings condenou Constant a cumprir de 12 a 37 anos de prisão. O juiz concluiu seu memorando com um apelo para que o governo dos Estados Unidos permita que Constant cumpra toda a sua sentença no estado de Nova York, em vez de devolvê-lo ao Haiti "onde ele pode fugir da justiça devido à instabilidade do sistema judicial haitiano".